# Svjetski atletski rekordi (muški)
Muški svjetski atletski rekordi uključuju bacačke, trkačke i visaške discipline. Rekorde potvrđuje IAAF. Rekordi se razlikuju po dvoranskim i vanjskim, po disciplini, po mjestu nastanka i vremenu nastanka. Rekorde su odobrili sudci atletske organizacije.

## Rekordi
| Disciplina             | Rekord | Atletičar                                                    | Državljanstvo | Nadnevak           | Prvenstvo/kup/OI.                            | Mjesto                      |
| ---------------------- | --- | ------------------------------------------------------------ | ------------- | ------------------ | -------------------------------------------- | --------------------------- |
| 100 m                  | 9,58 (+0,9 m/s) | Usain Bolt                                                   |               | 16. kolovoza 2009. | Svjetsko prvenstvo                           | Berlin, Njemačka            |
| 200 m                  | 19,19 | Usain Bolt                                                   |               | 20. kolovoza 2009. | Svjetsko prvenstvo                           | Berlin, Njemačka            |
| 400 m                  | 43,03 | Wayde Van Niekerk                                            | JAR           | 14. kolovoza 2016. | XXXI. Olimpijske igre – Rio de Janeiro 2016. | Rio de Janeiro, Brazil      |
| 800 m                  | 1:40.91 | David Rudisha                                                |               | 9. kolovoza 2012.  |                                              | London, Velika Britanija    |
| 1000 m                 | 2:11.96 | Noah Ngeny                                                   |               | 5. rujna 1999.     |                                              | Rieti, Italija              |
| 1500 m                 | 3:26.00 | Hicham El Guerrouj                                           |               | 14. srpnja 1998.   |                                              | Rim, Italija                |
| milja                  | 3:43.13 | Hicham El Guerrouj                                           |               | 7. srpnja 1999.    |                                              | Rim, Italija                |
| 2000 m                 | 4:44.79 | Hicham El Guerrouj                                           |               | 7. rujna 1999.     |                                              | Berlin, Njemačka            |
| 3000 m                 | 7:20.67 | Daniel Komen                                                 |               | 1. rujna 1996.     |                                              | Rieti, Italija              |
| 5000 m                 | 12:37.35 | Kenenisa Bekele                                              |               | 31. svibnja 2004.  |                                              | Hengelo, Nizozemska         |
| 10.000 m               | 26:17.53 | Kenenisa Bekele                                              |               | 26. kolovoza 2005. |                                              | Bruxelles, Belgija          |
| 10 kilometara (cesta)  | 27:01 | Micah Kogo                                                   |               | 29. ožujka 2009.   |                                              | Brunssum, Nizozemska        |
| 15 kilometara (cesta)  | 41:29 | Felix Limo                                                   |               | 11. studenog 2001. |                                              | Nijmegen, Nizozemska        |
|                        | | Deriba Merga                                                 |               | 20. veljače 2009.  |                                              | Ras Al Khaimah, UAE         |
| 20.000 m               | 56:26.0 | Haile Gebrselassie                                           |               | 27. lipnja 2007.   |                                              | Ostrava, Češka              |
| 20 kilometara (road)   | 55:31 | Samuel Wanjiru                                               |               | 17. ožujka 2007.   |                                              | Haag, Nizozemska            |
| Polumaraton (cesta)    | 57:30 | Yomif Kejelcha                                               |               | 27. listopada 2024 | Polumaraton u Valenciji                      | Valencia, Španjolska        |
| Sat trčanja            | 21.285 km | Haile Gebrselassie                                           |               | 27. lipnja 2007.   |                                              | Ostrava, Češka              |
| 25.000 m               | 1:13:55.8 | Toshihiko Seko                                               |               | 22. ožujka 1981.   |                                              | Christchurch, Novi Zeland   |
| 25 kilometara (cesta)  | 1:12:45 | Paul Malakwen Kosgei                                         |               | 9. svibnja 2006.   |                                              | Berlin, Njemačka            |
| 30.000 m               | 1:29:18.8 | Toshihiko Seko                                               |               | 22. ožujka 1981.   |                                              | Christchurch, Novi Zealand  |
| 30 kilometara (cesta)  | 1:28:00 | Takayuki Matsumiya                                           |               | 27. veljače 2005.  |                                              | Kumamoto, Japan             |
| Maraton                | 2:01:39 | Eliud Kipchoge                                               |               | 16. rujna 2018.    |                                              | Berlin, Njemačka            |
| 100 kilometara (cesta) | 6:13:33 | Takahiro Sunada                                              |               | 21. lipnja 1998.   |                                              | Tokoro, Japan               |
| 3000 m sa zaprekama    | 7:53.63 | Saif Saaeed Shaheen                                          |               | 3. rujna 2004.     |                                              | Bruxelles, Belgija          |
| 110 m s preponama      | 12,87 s | Dayron Robles                                                |               | 12. lipnja 2008.   |                                              | Ostrava, Češka              |
| 400 m s preponama      | 46,78 s | Kevin Young                                                  |               | 6. kolovoza 1992.  | OI                                           | Barcelona, Španjolska       |
| skok u vis             | 2,45 m | Javier Sotomayor                                             |               | 27. srpnja 1993.   |                                              | Salamanca, Španjolska       |
| skok s motkom          | 6,27 m | Armand Duplantis                                             |               | 28. veljače 2025.  | All Star Perche                              | Clermont-Ferrand, Francuska |
| skok u dalj            | 8,95 m | Mike Powell                                                  |               | 30. kolovoza 1991. |                                              | Tokio, Japan                |
| troskok                | 18,29 m | Jonathan Edwards                                             |               | 7. kolovoza 1995.  |                                              | Göteborg, Švedska           |
| bacanje kugle          | 23,12 m | Randy Barnes                                                 |               | 20. svibnja 1990.  |                                              | Westwood, SAD               |
| bacanje diska          | 74,08 m | Jürgen Schult                                                |               | 6. lipnja 1986.    |                                              | Neubrandenburg, Njemačka    |
| bacanje kladiva        | 86,74 m | Yuriy Sedykh                                                 |               | 30. kolovoza 1986. |                                              | Stuttgart, Njemačka         |
| bacanje koplja         | 98,48 m (novi dizajn) | Jan Železný                                                  |               | 25. svibnja 1996.  |                                              | Jena, Njemačka              |
| bacanje koplja         | 104,80 m (stari dizajn) | Uwe Hohn                                                     |               | 20. srpnja 1984.   |                                              | Berlin, Njemačka            |
| desetoboj              | 9026 bodova | Roman Šebrle                                                 |               | 27. svibnja 2001.  | IAAF World Challenge                         | Götzis, Austrija            |
| desetoboj              | 10.64 s (100 m), 8.11 m (skok u dalj), 15.33 m (bacanje kugle), 2.12 m (skok u vis), 47.79 s (400 m), 13.92 s (110 m prepone), 47.92 m (disk), 4.80 m (skok s motkom), 70.16 m (koplje), 4:21.98 min (1500 m) |                                                              |               |                    |                                              |                             |
| 20.000 m brzo hodanje  | 1:17:25.6 | Bernardo Segura                                              |               | 7. svibnja 1994.   |                                              | Bergen, Norveška            |
| 4x100 metara           | 36,84 | Nesta Carter, Michael Frater, Yohan Blake, Usain Bolt        |               | 11. kolovoza 2012. | OI                                           | London, Velika Britanija    |
| 4x400 metara           | 2.54,29 | Andrew Walmon, Quincy Watts, Butch Reynolds, Michael Johnson |               | 22. kolovoza 1993. | Svjetsko prvenstvo                           | Stuttgart, Njemačka         |

## Vanjske poveznice
- Records overview - IAAF
- Official world outdoor records - men - IAAF
- Official world indoor records - men - IAAF
- World Record progression in athletics  Arhivirana inačica izvorne stranice od 13. rujna 2008. (Wayback Machine) - athletix.org
- Track and Field all-time performances
- Masters Track & Field World Records  Arhivirana inačica izvorne stranice od 9. prosinca 2018. (Wayback Machine)